# ریوهی ماتسودا
ریوهی ماتسودا (به ژاپنی: 松田 龍平) (زاده ۹ مه ۱۹۸۳) بازیگر سینما و تلویزیون ژاپنی است. او بیشتر به خاطر ایفای نقش در فیلم‌های ژاپنی نظیر گوهاتو (۱۹۹۹) و نانا (۲۰۰۵) شناخته شده‌است.

## زندگی و حرفه

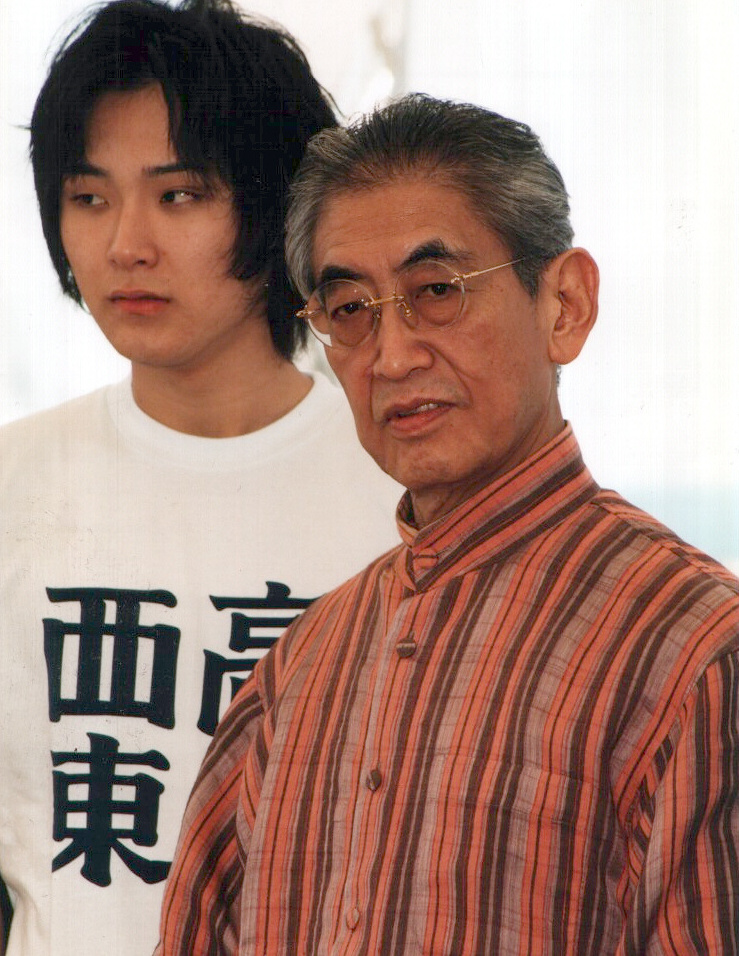
مرتبط

ماتسودا در سال ۱۹۸۳ در سوگینامی، توکیو زاده شد. او فرزند دو بازیگر ژاپنی به نام‌های یوساکو ماتسودا و میوکی ماتسودا است. ریوهی در شش سالگی پدرش را به خاطر سرطان از دست داد. برادرش شوتا نیز یک بازیگر است. او در ژانویه ۲۰۰۹ با لینا اوتا یک مدل روسی-ژاپنی ازدواج کرد و در ژوئیه همان سال صاحب یک فرزند دختر شد. ازدواج این دو در سال ۲۰۱۷ به طلاق انجامید.
وی در ۱۵ سالگی برای نخستین بار در فیلم گوهاتو اثر کارگردان برجسته ژاپنی ناگیسا اوشیما ظاهر شد. بازی در نقش یک سامورایی جوان در این فیلم، کمک زیادی به پیشرفت ماتسودا در سینمای ژاپن کرد.

## گزیده فیلم‌شناسی

### سینما
- گوهاتو (۱۹۹۹)
- ایزو (۲۰۰۴)
- نانا (۲۰۰۵)
- گذرگاه بزرگ (۲۰۱۳)
- موگیکو-سان تو (۲۰۱۳)
- یورش ۲ (۲۰۱۴)
- نه فرخنده (۲۰۱۶)
- پیش از این که ناپدید شویم (۲۰۱۷)
- جزیره سگ‌ها (۲۰۱۸)

### تلویزیون
- تنچی‌جین (۲۰۰۹) - در نقش داته ماسامونه
- ایداتن (۲۰۱۹) - در نقش کنزو تانگه